# La burra de Balaam
La burra de Balaam és un quadre de l'artista holandès Rembrandt de 1626, que data de la seva etapa a Leiden i ara es troba al Museu Cognacq-Jay de París.
La pintura retrata el relat bíblic de la burra debatent amb l'endeví Balaam.
L'escena està basada en la composició del mateix tema del professor de Rembrandt, Pieter Lastman, del 1622, ara a la col·lecció Israel Museum, a Jerusalem. La figura de Balaam i el seu ase són préstecs directes de Lastman.